# Champsodon omanensis
Champsodon omanensis és una espècie de peix marí pertanyent a la família dels campsodòntids i a l'ordre dels perciformes.

## Descripció
Fa 10,6 cm de llargària màxima.

## Alimentació
El seu nivell tròfic és de 3.

## Hàbitat i distribució geogràfica
És un peix marí, batidemersal (entre 135 i 1.120 m de fondària), el qual viu a la mar Roja i la mar d'Aràbia: Israel i Oman, incloent-hi les illes Dahlak, el golf de Suez, el golf d'Aden, el golf d'Oman i el golf d'Àqaba. No és gens clar si n'hi ha dues poblacions separades (una entre 360 i 380 m de fondària i una altra entre 1.085 i 1.120 m) o si és una mateixa població que realitza migracions verticals.

## Observacions
És inofensiu per als humans i el seu índex de vulnerabilitat és baix (10 de 100).